# امامزاده جعفر (بروجرد)
امامزاده جعفر بنایی مربوط به دوره سلجوقی است و در بروجرد، خیابان جعفری، محله دوانگه واقع شده است. این اثر در تاریخ ۱۵ اردیبهشت ۱۳۷۶ با شمارهٔ ثبت ۱۸۵۵ به‌عنوان یکی از آثار ملی ایران به ثبت رسیده است.
امامزاده جعفر یکی از قدیمی‌ترین بناهای تاریخی و مذهبی شهر بروجرد است. کتیبه‌های موجود در این بنا، فرد مدفون را جعفر، فرزند موسی کاظم، هفتمین امام شیعیان می‌دانند. اما در برخی کتاب‌ها و منابع تاریخی، جعفر با پنج واسطه، فرزند سجاد، چهارمین امام شیعیان ذکر شده است. شهرت این بنا به خاطر گنبد پلکانی آن است که در دوره سلجوقیان بنا شده و بیش از هزار سال قدمت دارد.
در سوگواری محرم و به ویژه در روزهای تاسوعا و عاشورا، دسته‌های عزاداری متعددی در محوطه امامزاده جعفر حاضر می‌شوند.

## مجموعه امامزاده جعفر
مجموعه مذهبی امامزاده جعفر مشتمل بر بقعه اصلی منسوب به جعفر ابن موسی، بقعه دوخواهران، ایوانها، سردر ورودی و قبرستان عمومی است. ضلع شرقی این مجموعه در گذشته منطبق با دیواره قلعه شهر بوده‌است تا اواخر دهه ۶۰ بخش‌هایی از آن وجود داشت ولی به تدریج تخریب و دیواره‌های مجموعه در سال‌های بعد بازسازی شد. طرح توسعه مجموعه مذهبی امامزاده جعفر مشتمل بر تملیک بناهای مجاور، محوطه‌سازی و زائرسراست که بخشی از آن انجام شده‌است.

### بقعه امامزاده جعفر
بنای آرامگاه امامزاده جعفر بروجرد از بناهای جالب توجه معماری اسلامی در استان لرستان و غرب ایران است. گنبد هرمی شکل این آرامگاه با بیش از هزار سال قدمت، در دوره سلجوقیان ساخته شده‌است و از نمونه‌های معماری سلجوقی به حساب می‌آید. گنبد امامزاده جعفر بروجرد از نوع گنبدهای اورچین یا مخروط پلکانی است. این گنبد منحصربه‌فرد، به صورت مخروطی مخروطی بلند و پلکانی با ۱۸ پله ساخته شده‌است. نمونه این‌گونه گنبدها، در غرب ایران کمتر دیده می‌شود اما در مناطق جنوبی تر (خوزستان)، آثار مشابهی مانند آرامگاه دانیال نبی در شوش گسترش بیشتری دارند.
ساختمان اصلی بقعه یک بنای آجری هشت ضلعی است که ۲۲ در ۲۰ متر مساحت دارد. این ساختمان از چهار طرف ورودیهایی دارد که ورودی جنوبی، مدخل اصلی بنااست. هر ورودی ابتدا به یک اتاق کوچکتر مرتبط می‌شود و سپس به فضای گنبدخانه راه می‌یابد. ورودی غربی به یک بست یا فضای سرپوشیده مجاور منتهی می‌شود که غربی‌ترین بخش بناست. ضریح در گنبدخانه و در زیر گنبد اصلی قرار گرفته و جنس آن از چوب است. قبر اصلی پائین‌تر از کف بناست و شش پله از کف حرم پائین‌تر است که در یک سردابه آجری با بلندی ۳ متر و مساحت ۳/۱۰ در ۷۰/۲ متر قرار گرفته‌است.
گنبدخانه قدیمی‌ترین بخش موجود بناست که مربوط به قرون هفت و هشت هجری قمری و دوره ایلخانی است.
ورودی امامزاده جعفر دارای یک در چوبی ارزشمند قدیمی و بزرگ، منقش به اشکال شیر و خورشید بود که مدتی بعد از انقلاب کنده شد. از سرنوشت این در گرانبها اطلاعاتی در دست نیست. زنجیر نقره‌ای سر در این امامزاده هم سرقت شده‌است.

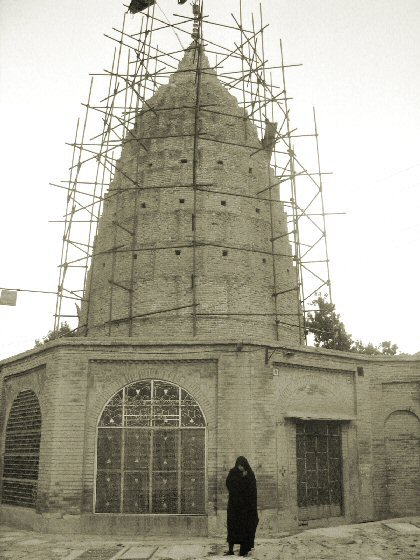
گنبد اورچین بنا
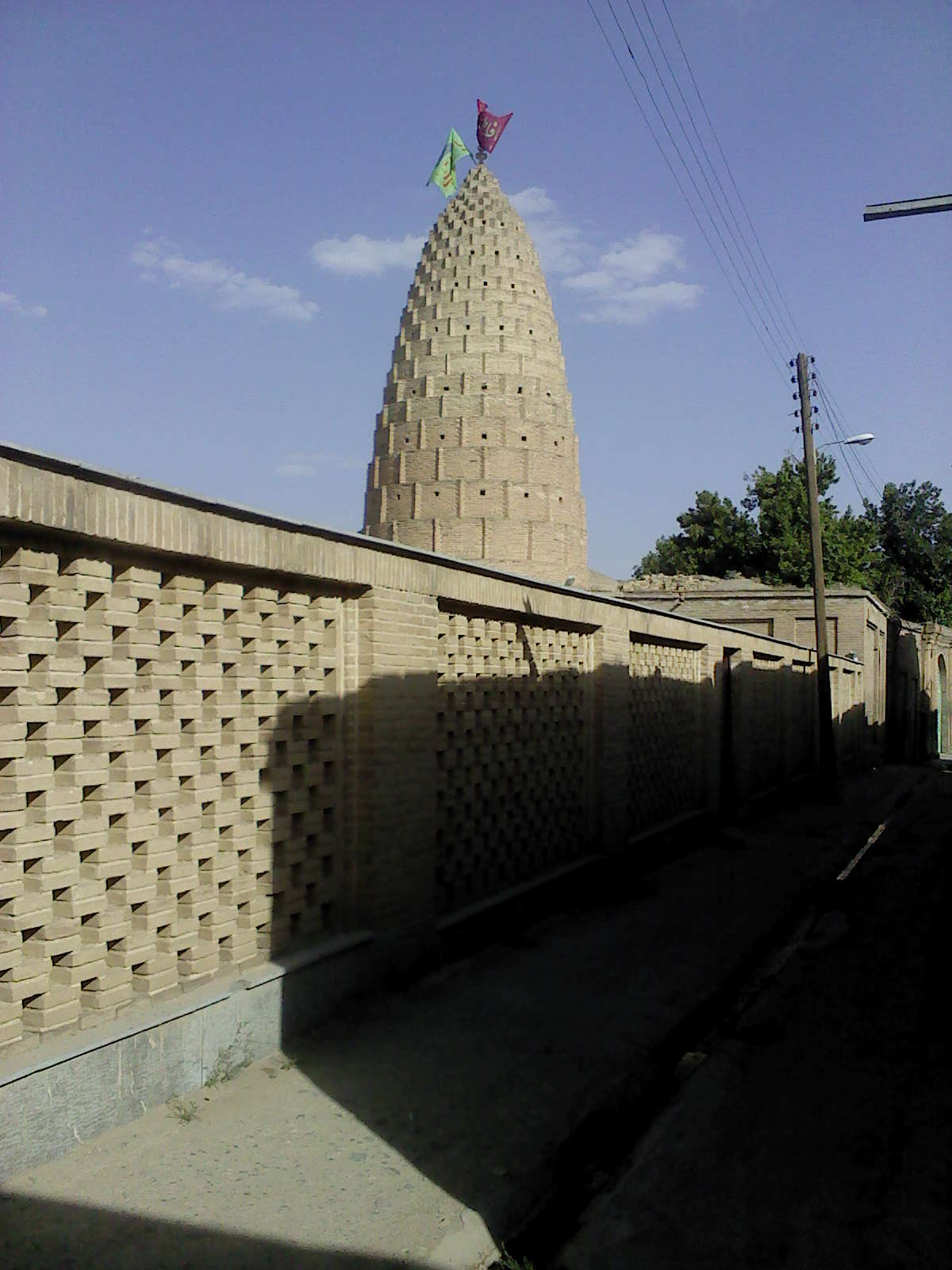
دیواره غربی
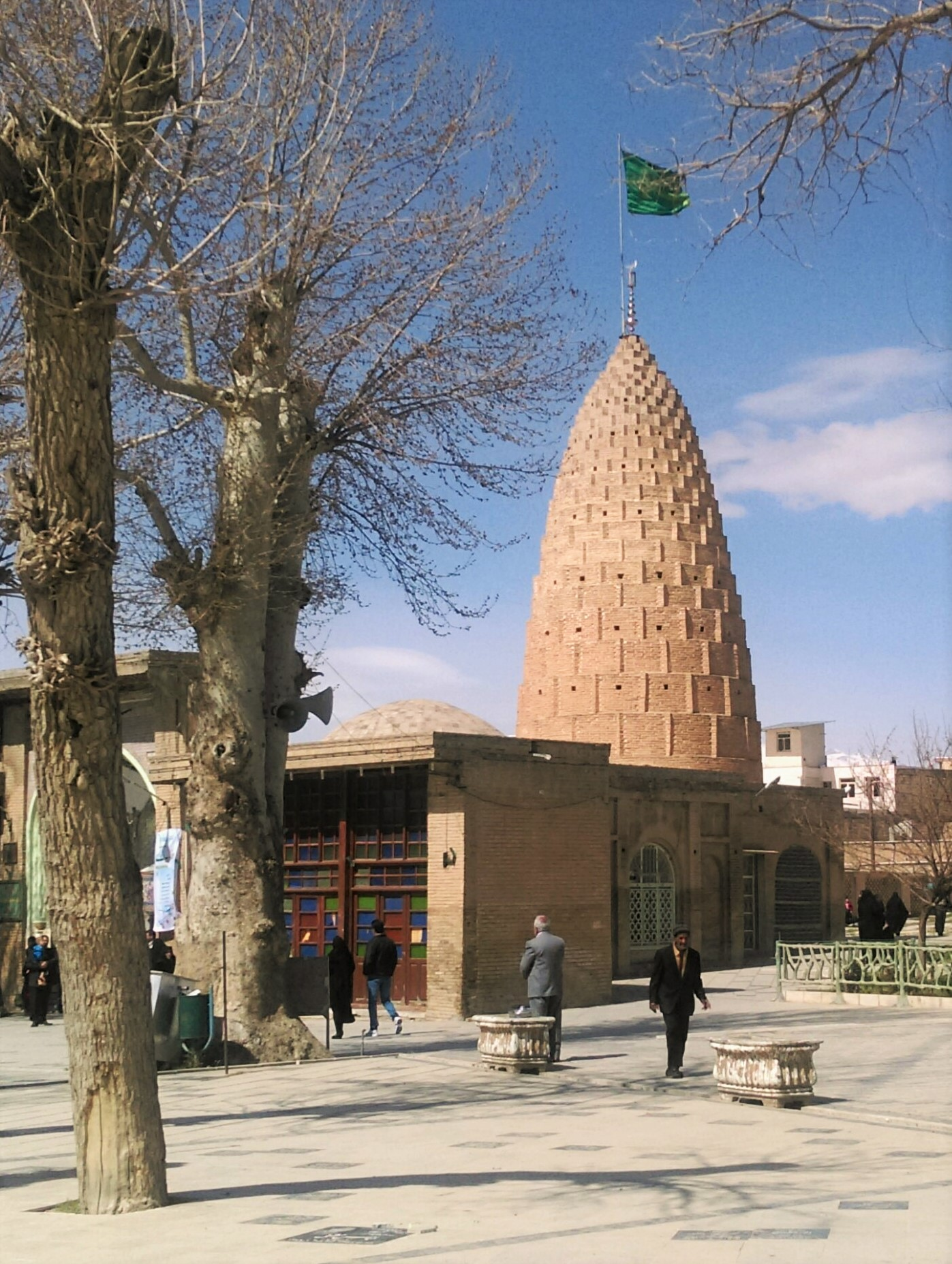
بنای اصلی و گنبد امامزاده
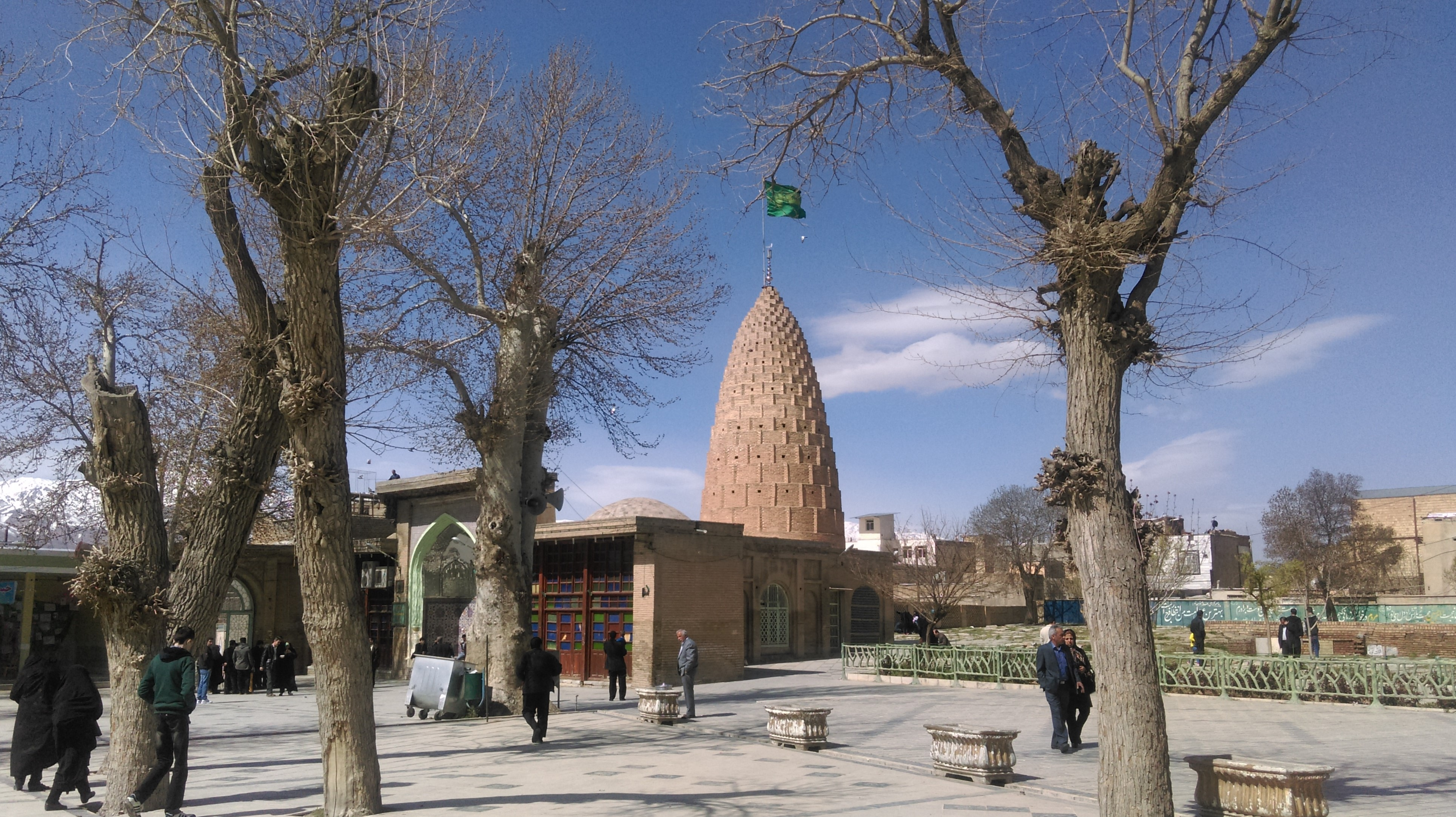
درختان قدیمی در محوطه جنوبی

### ایوانها
در ضلع جنوبی بقعه اصلی، در ضلع غربی و نیز جنوب محوطه، چهار ایوان صفه مانند با سقف و ستونهای چوبی وجود دارد که برای استراحت زائران در فصل گرما کاربرد دارند. این ایوانها افزوده‌های بعدی مجموعه هستند.

### سردر ورودی
در ضلع غربی (جنوب غربی) محوطه و در مجاورت بقعه اصلی، سر دری آجری وجود دارد که ورودی اصلی مجموعه محسوب می‌شود. به نظر می‌رسد که این سردر در دوره قاجار ساخته شده‌است. این سر در به یکی از گذرهای قدیمی منطقه باز می‌شود. در گذشته بازارچه‌ای در این گذر وجود داشته که به محله دانگه ختم می‌شده‌است.
تعدادی از درختان چنار محوطه امامزاده در جنوب بنای اصلی دارای دیرینگی زیادی هستند و عمر برخی از آن‌ها تا چندصد سال تخمین زده می‌شود. عبارت «مثل چنار امامزاده جعفر» در بین مردم بروجرد به کار می‌رود و اشاره به همین درختان دارد.

### بقعه دوخواهران
در شرق بقعه اصلی و در میان قبرستان مجموعه، بقعه‌ای مشهور به دوخواهران وجود دارد که اطلاعات چندانی از افراد مدفون در آن در دست نیست.

### قبرستان مجموعه

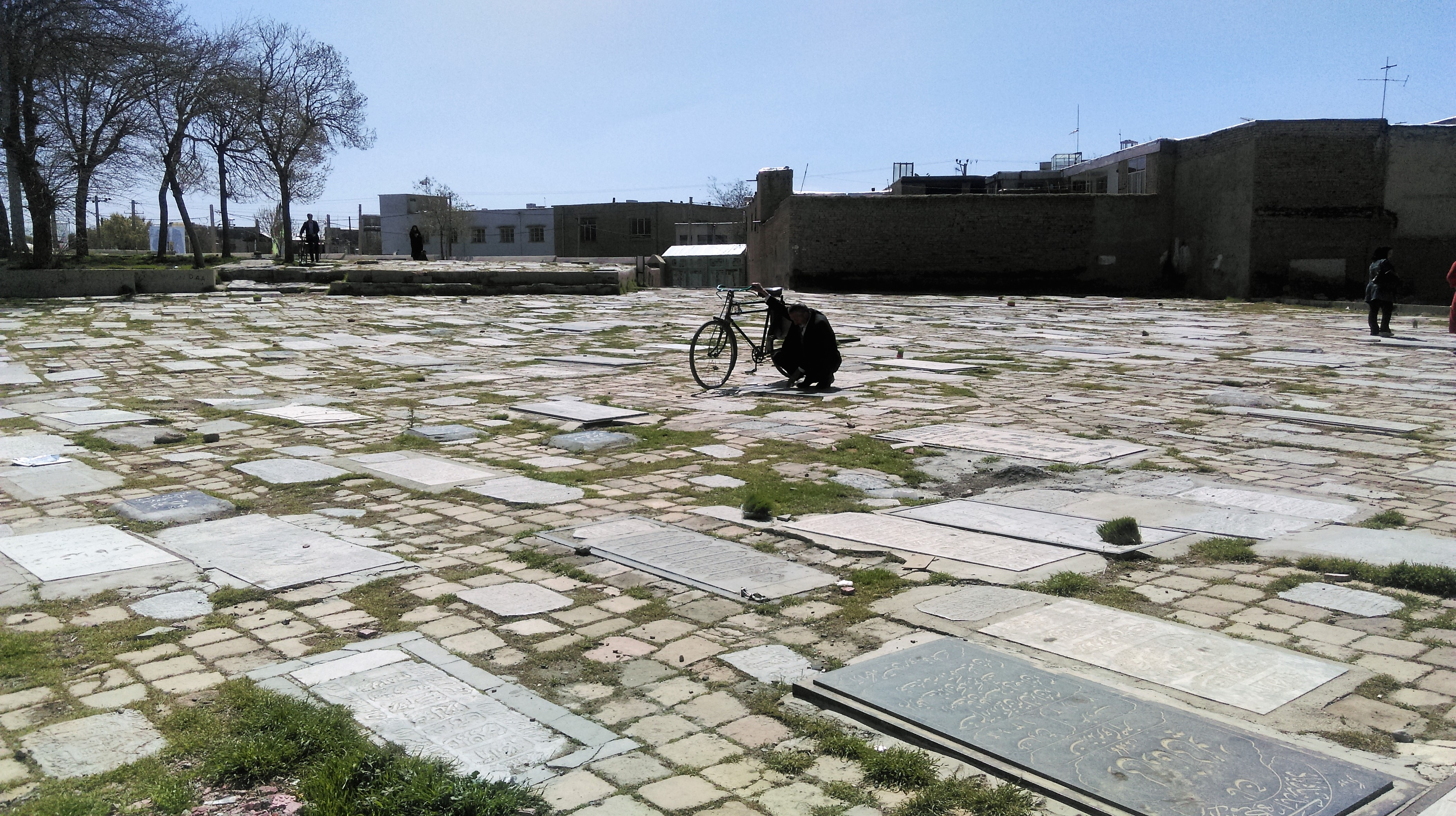
قبرستان محوطه جنوبی و شرقی امامزاده جعفر.

بخش شرقی و جنوبی امامزاده جعفر شامل یک قبرستان عمومی است که صدها قبر در آن وجود دارد. برخی سنگ قبرها دارای قدمت تاریخی قابل ملاحظه‌ای هستند.
سید محسن شریعتمداری فقیه و امام جماعت مسجد جامع بروجرد در داخل امامزاده جعفر (بروجرد) زاویه بالا سر مدفون است. همچنین رضا گودرزی فرزند جعفر معروف به رضا آژیه کو (گیوه دوز) و اکبر جاجی زاده معروف به شاطر اکبراز درویشان سلسله نعمت‌اللهی در محوطه امامزاده مدفون می‌باشند.

### آرامگاه خصوصی امامزاده جعفر
بخش دیگری از این مجموعه، یک آرامگاه خصوصی بود که به تدریج تخریب شد.

### قبرستان مجاور امامزاده جعفر
در شرق خیابان طالقانی قبرستانی کوچک وجود دارد که بخشی از مجموعه امامزاده جعفر محسوب می‌شود.

## نگارخانه

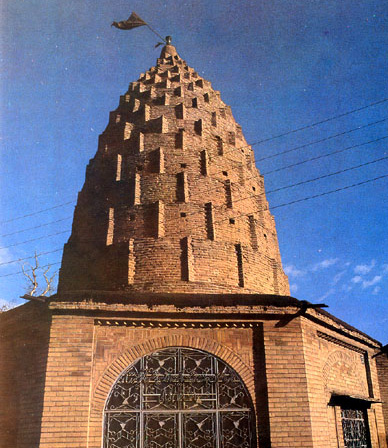
گنبد امامزاده جعفر
ورودی شرقی و محوطه‌سازی جدید
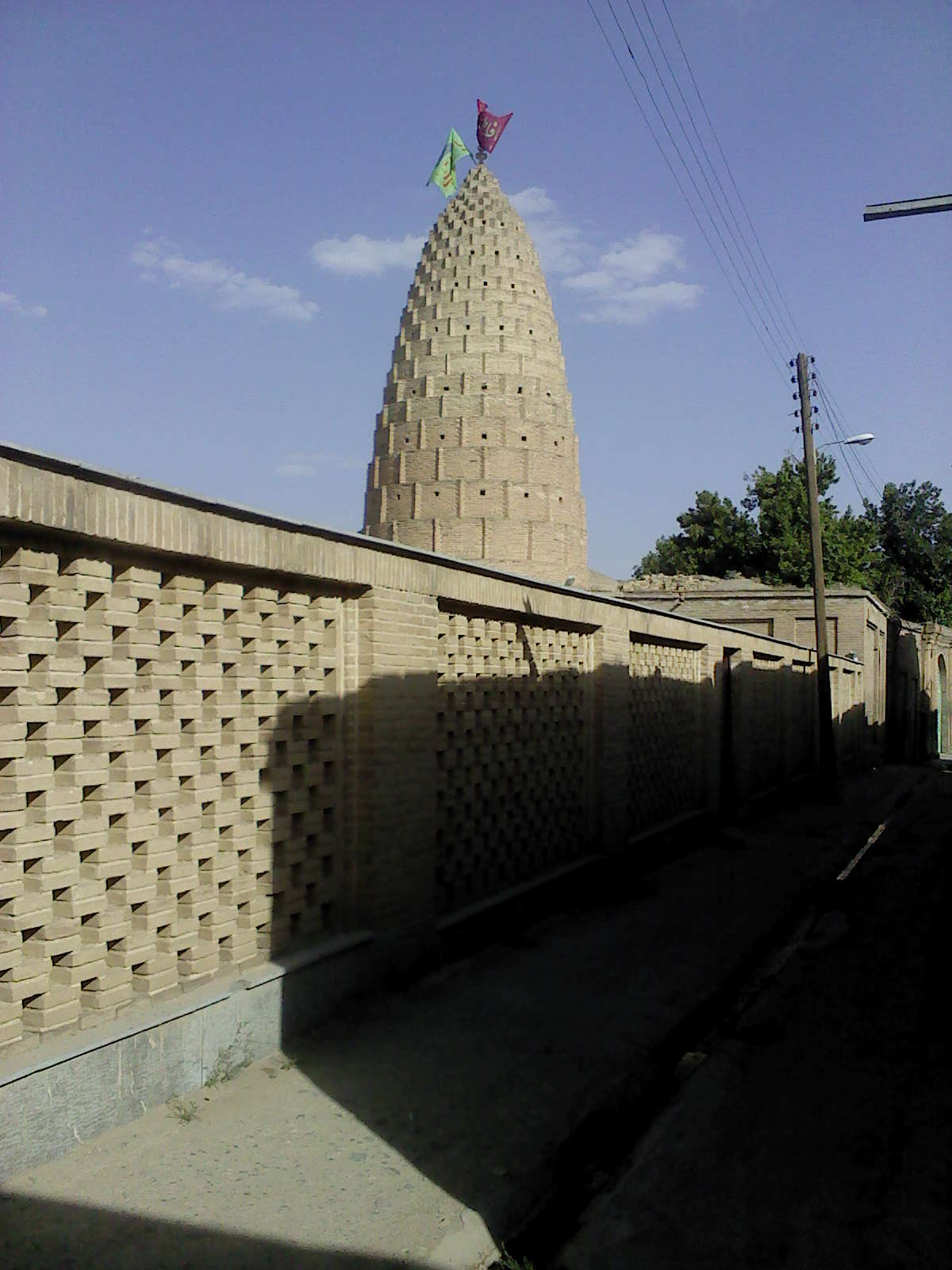
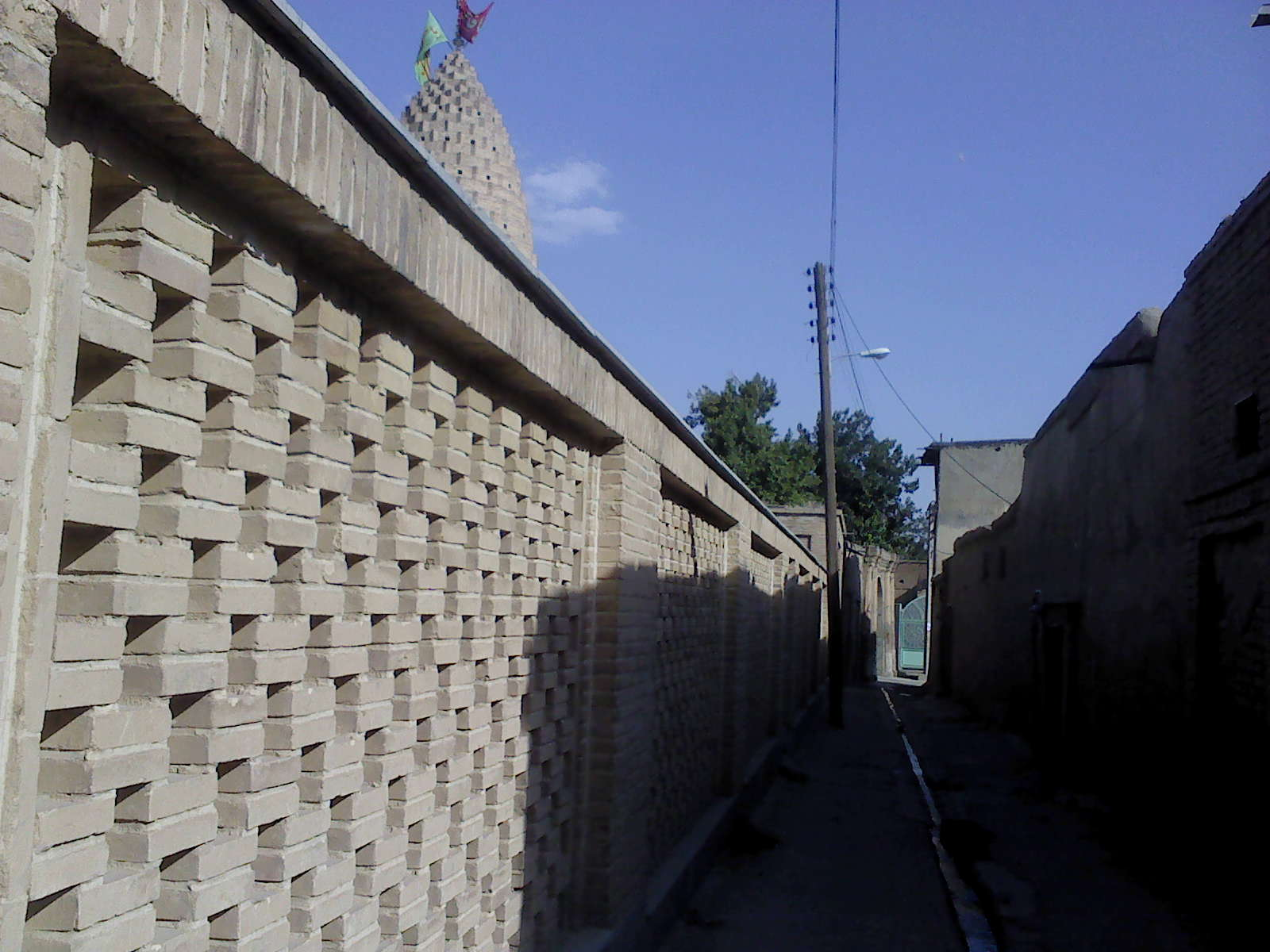
کوچه قدیمی در غرب امامزاده جعفر
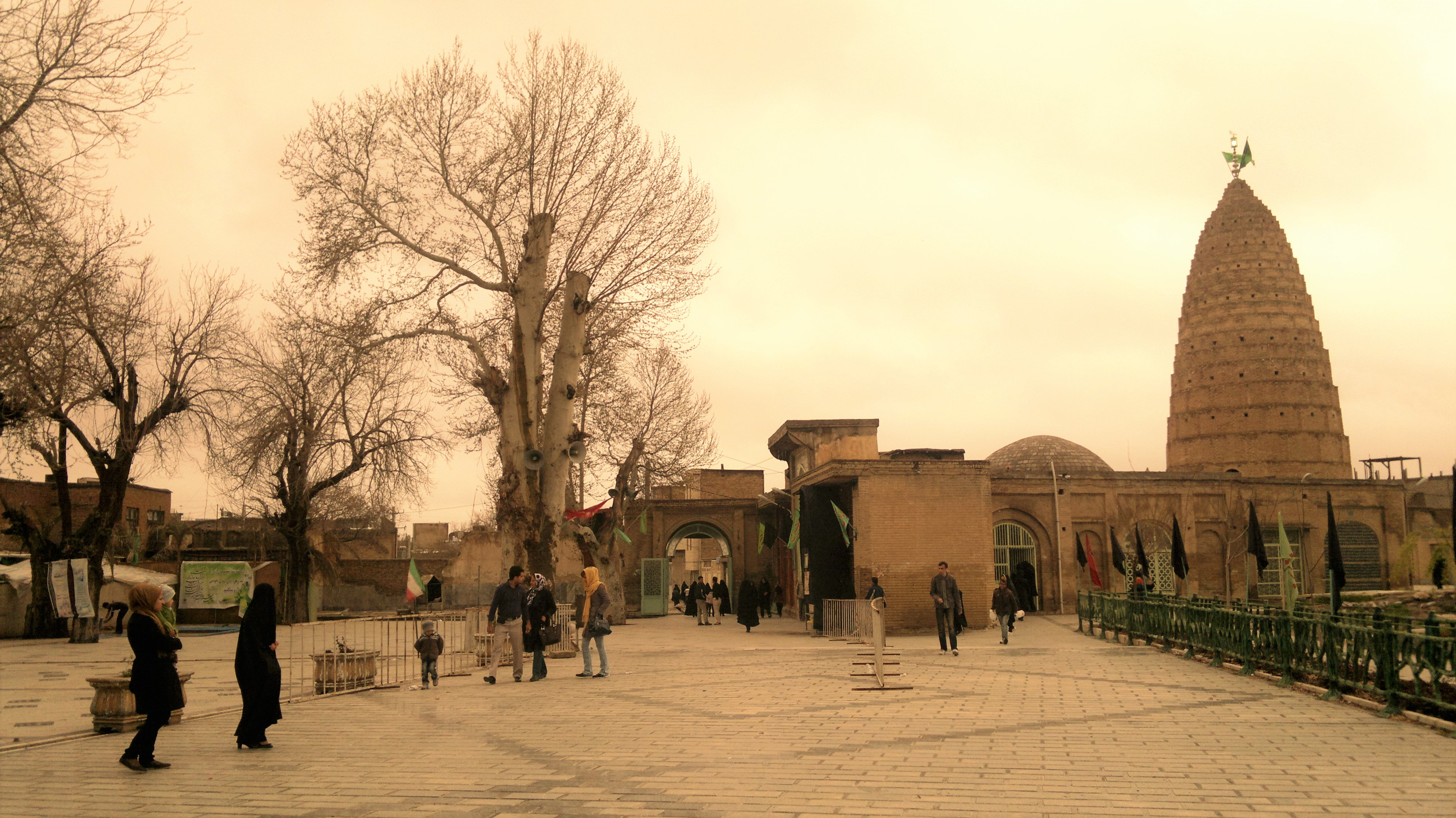
محوطه جنوبی امامزاده
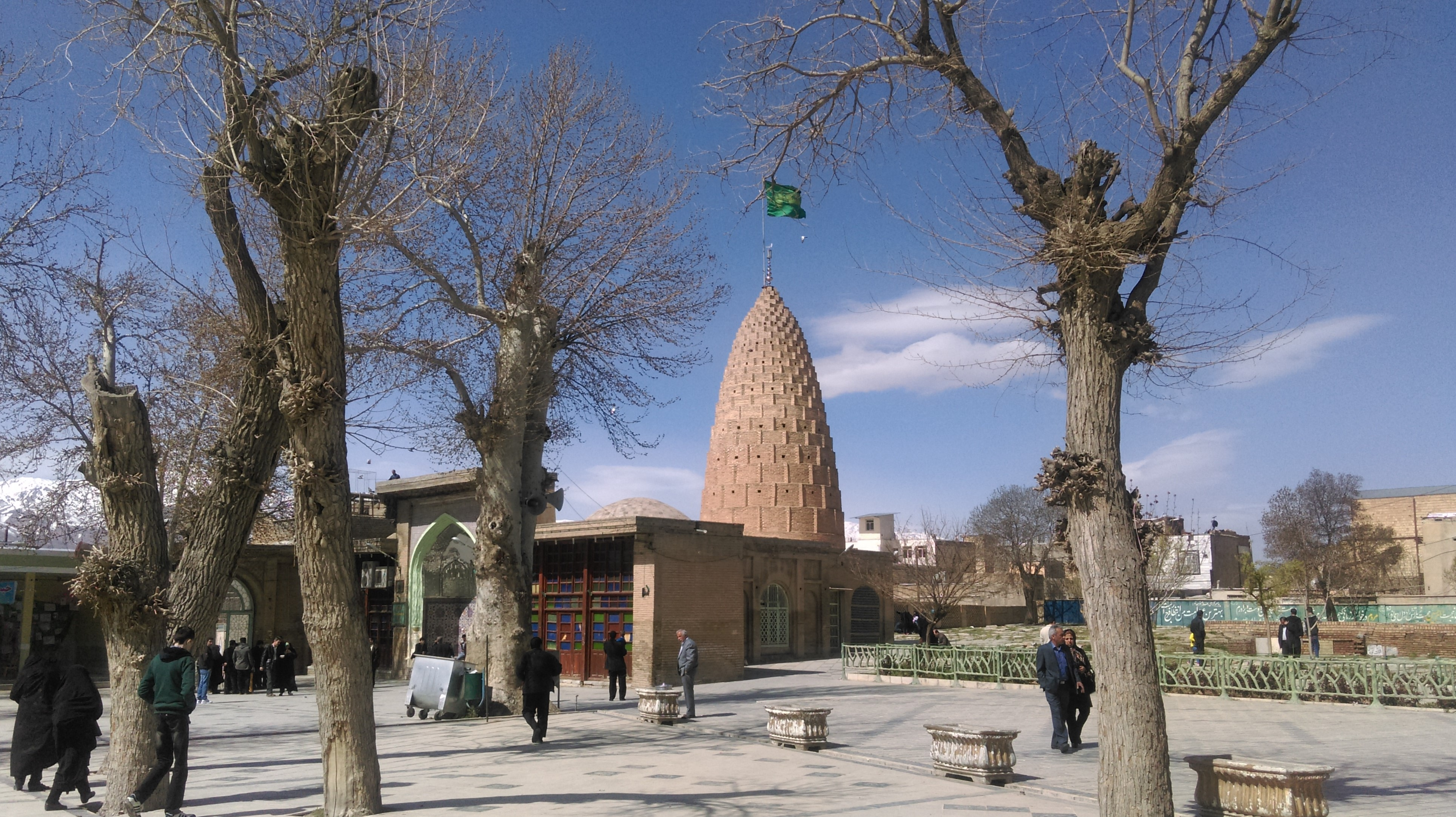
درختان قدیمی در محوطه جنوبی
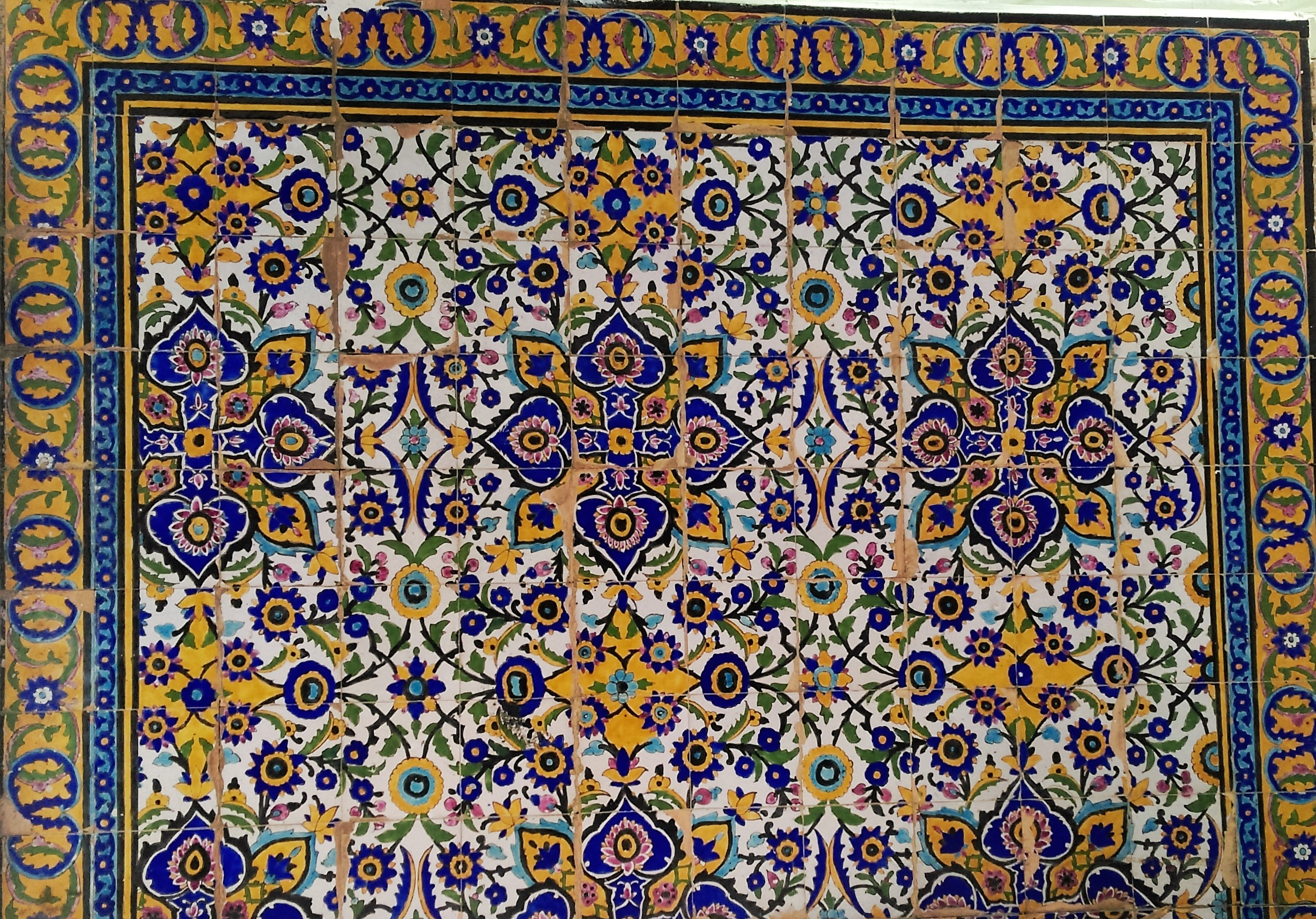
کاشیکاری ورودی
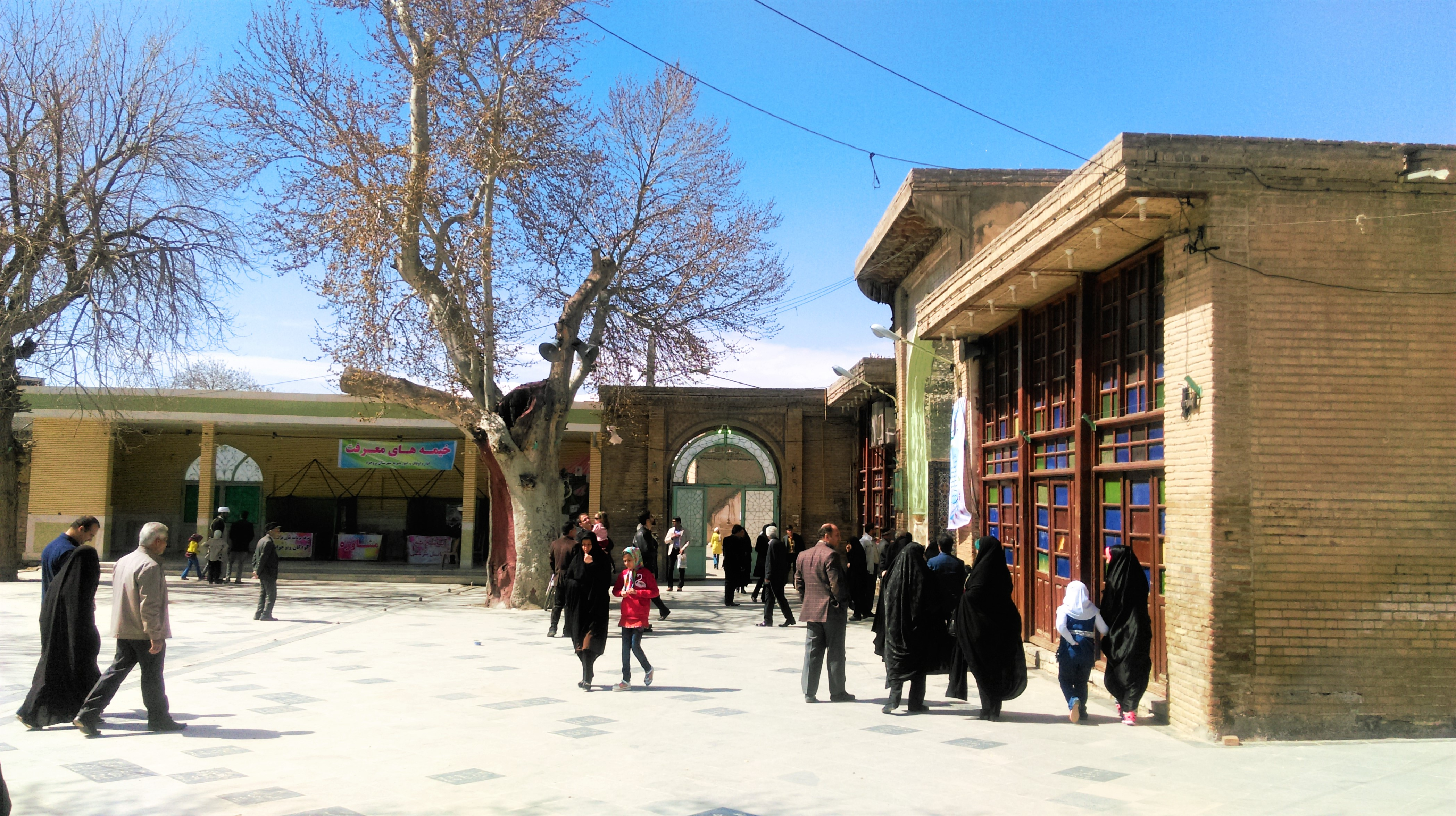
محوطه و سردر ورودی غربی
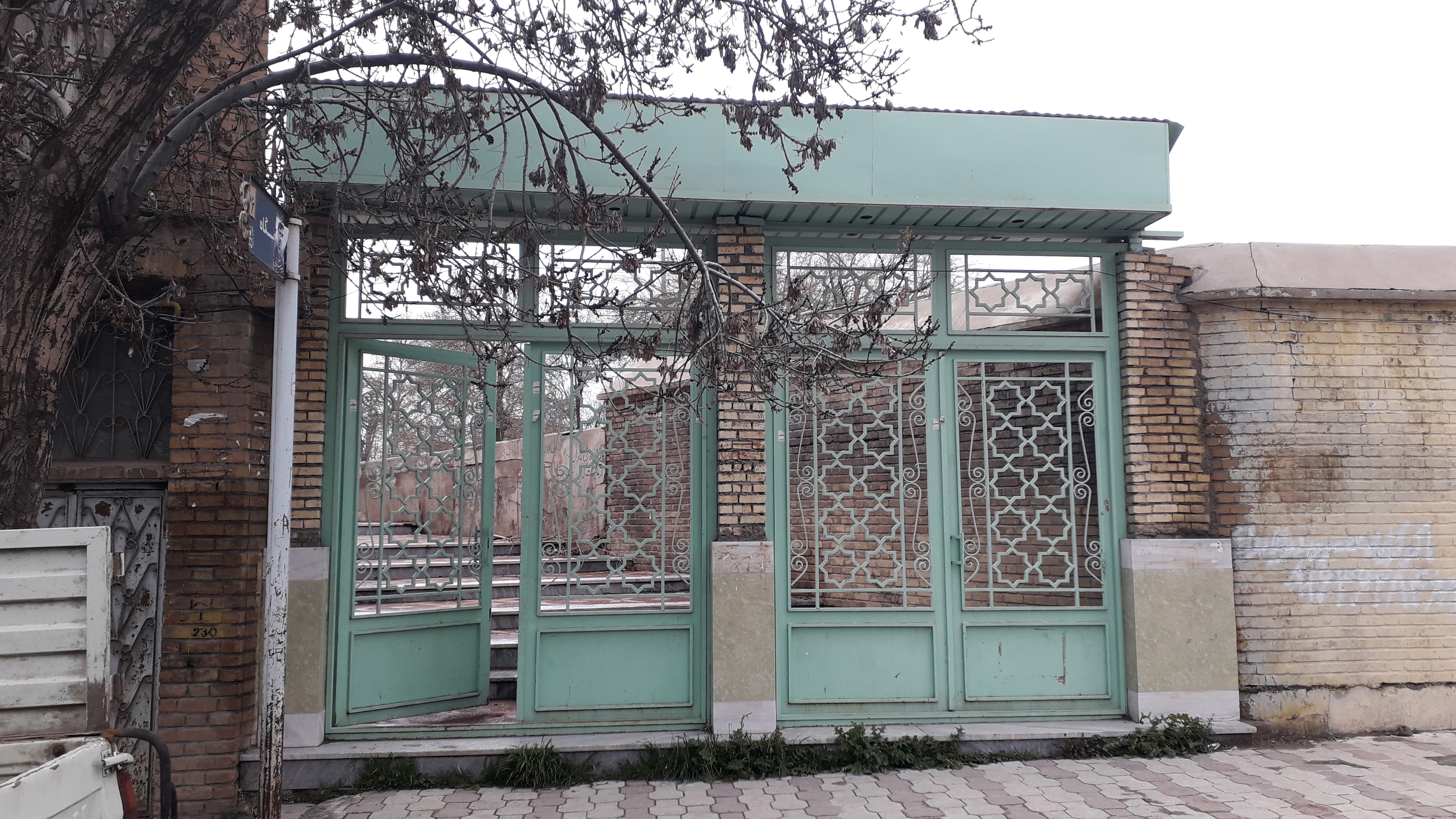
درب امامزاده جعفر، خیابان جعفری